# Satyrus tadjika
Satyrus tadjika är en fjärilsart som beskrevs av Grum-grshimailo 1890. Satyrus tadjika ingår i släktet Satyrus och familjen praktfjärilar. Inga underarter finns listade.